# Сант-Арканджело
Сант-Арканджело (італ. Sant'Arcangelo) — муніципалітет в Італії, у регіоні Базиліката, провінція Потенца.
Сант-Арканджело розташований на відстані близько 370 км на південний схід від Рима, 60 км на південний схід від Потенци.
Населення — 6526 осіб (2014).
Щорічний фестиваль відбувається 8 травня. Покровитель — святий Архангел Михаїл.

## Демографія
Населення за роками:

Станом на 1 січня 2023 року в муніципалітеті офіційно проживав 321 іноземець з 33 країн, серед них 157 громадян країн Євросоюзу та 2 громадяни України.

## Сусідні муніципалітети
- Аліано
- Колобраро
- Рокканова
- Сенізе
- Стільяно
- Турсі